# Barbara Barth
Barbara Barth (* 1983 im Saarland) ist eine deutsche Jazzmusikerin (Gesang, Arrangement, Komposition).

## Leben und Wirken
Barth, die in einem saarländischen Dorf aufwuchs, begeisterte sich als Kind für Musik. Sie erhielt Unterricht auf dem Klavier und der Querflöte, später klassischen Gesangsunterricht. Als Jugendliche engagierte sie sich in einem Sinfonischen Blasorchester und der örtlichen Big Band, sang im Chor und in der Schulband. Nach dem Abitur absolvierte sie an der Universität Trier ein Studium im Fach Psychologie. Während des Studiums wurde sie Mitglied des Landesjugendjazzorchester Saar. Sie studierte dann in Essen an der Folkwang Universität der Künste Jazzgesang (Bachelor of Music 2015).
Barth gründete 2011 ihr eigenes Barbara Barth Quintett, in dem sie vornehmlich eigene Kompositionen interpretiert; ihr Debütalbum erschien 2015. Daneben arbeitete sie im avantgardistisch-experimentell ausgerichteten Sextett JassLab de Cologne und im Ellington Trio, in dem sie eher traditionellen Scat-Gesang präsentiert. Sie ist zudem die Vokalstimme der dem Modern Jazz verpflichteten Trierer Bigband Blue Art Orchestra unter der Leitung von Georg Ruby. Weiterhin ist sie mit dem Pianisten Manuel Krass im Duo aktiv, in dem sie auch mit elektronischen Klangerzeugern arbeitet.
Weiterhin ist sie Lehrbeauftragte an der Hochschule für Musik Saar für den Bereich Jazzgesang.

## Diskographische Hinweise
- Barbara Barth Quintett: This is… (Jazz’n’arts Records, 2015, mit Florian Boos, Manuel Krass, Moritz Götzen, Philipp Klahn)
- JassLab de Cologne: Eins und eins (JazzHausMusik, 2015, mit Markus Koch, Sebastian Büscher, Georg Ruby, Moritz Götzen, Vince Deckstein)
- Ellington Trio: Duke’s Place (Luxaries Records, 2016, mit Gero Körner, Caspar van Meel, sowie Klaus Osterloh)
- Barbara Barth/Manuel Krass In Spheres (JazzHausMusik, 2018)
- Ellington Trio: Things Ain’t What They Used to Be (Jazzsick Records, 2022, mit Gero Körner, Caspar van Meel sowie Frederik Köster)